# 堇彩燕灰蝶
堇彩燕灰蝶（學名：Rapala caerulea），又名藍燕灰蝶、淡紫小灰蝶、燕灰蝶、橙斑痣灰蝶、彩燕灰蝶。屬於灰蝶科的一種蝴蝶。由奧托·瓦西里耶維奇·布雷默（Otto Vasilievich Bremer）與威廉·葛雷（William Grey）於1851年所描述。分布於中國東北與中部、臺灣、韓國以及俄羅斯遠東地區。

## 描述
這種中型灰蝶體背為黑褐色，胸部腹側為灰白色，腹部呈橙色。 前翅尖銳，外緣與前緣呈弧形；後翅末端有細長尾突，臀區具發達的葉狀突，並有橙色與黑色斑紋形成的眼斑。
前翅長14-18 mm，翅背面為褐色，覆有金屬藍紫色鱗片；雄蝶常在前翅中央及後翅後側出現橙色斑紋。 翅腹面底色為淡黃褐色，前後翅有鑲淺色線的帶狀紋，後翅呈W形；中室端有短條紋，CuA1室有黑斑與橙色環形成的眼狀斑。 臀區有黑斑，散布白色鱗片與藍紋，外緣有兩道暗色帶。 緣毛為黃褐色。 雄蝶前翅腹面後緣有長毛，後翅背面翅基附近有灰色性標。

## 棲地
棲息於常綠闊葉林，一年多代，飛行敏捷，會訪花。
幼蟲以豆科毛胡枝子及八仙花科大葉溲疏為食。  

## 亞種
- Rapala caerulea caerulea
- Rapala caerulea liliacea (Nire, 1920)（臺灣）